# يان فولر
يان فولر (بالإنجليزية: Ian Fuller)‏ (31 أغسطس 1979 ببورتلاند في الولايات المتحدة - ) هو لاعب كرة قدم أمريكي في مركز الهجوم. لعب مع نيو إنجلاند ريفولوشن وتشارلستون بيتري وRochester Rhinos ‏ وOrlando City SC (2010–2014) ‏ وفانكوفر وايتكابس (نادي كرة قدم) وAustin Aztex FC ‏ وMinnesota United FC (2010–2016) ‏.

## وصلات خارجية
- يان فولر على موقع الدوري الأمريكي (الإنجليزية)
- يان فولر على موقع قاعدة بيانات كرة القدم.إي يو (الإنجليزية)